# 松井龍哉
松井 龍哉（まつい たつや、1969年 - ）は、日本のロボットデザイナー。日本大学芸術学部客員教授。
ヒューマノイドロボット「SIG」・「PINO」・「POSY」や、マネキン型ロボット「Palette」などを開発。幅広いロボットデザインの普及に努めており、世界的にも注目を集めている。
2006年現在、フラワー・ロボティクス株式会社代表、早稲田大学理工学部非常勤講師、特定非営利活動法人IRoDA（international robot design associates）国際ロボットデザイン委員会会長。

## 人物・来歴

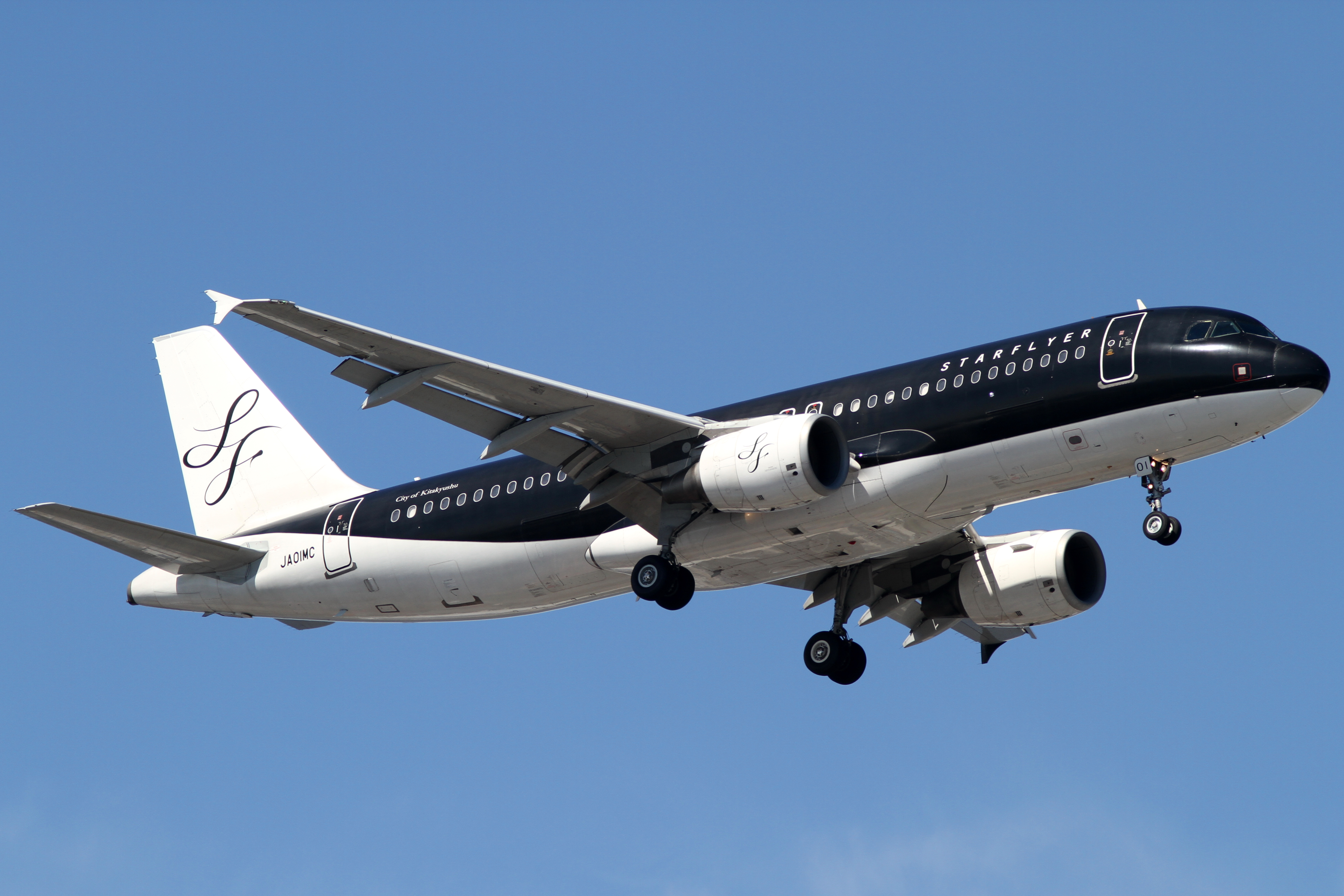
松井がトータルデザインを担当したスターフライヤーのエアバスA320型機の外観（右側面）の様子

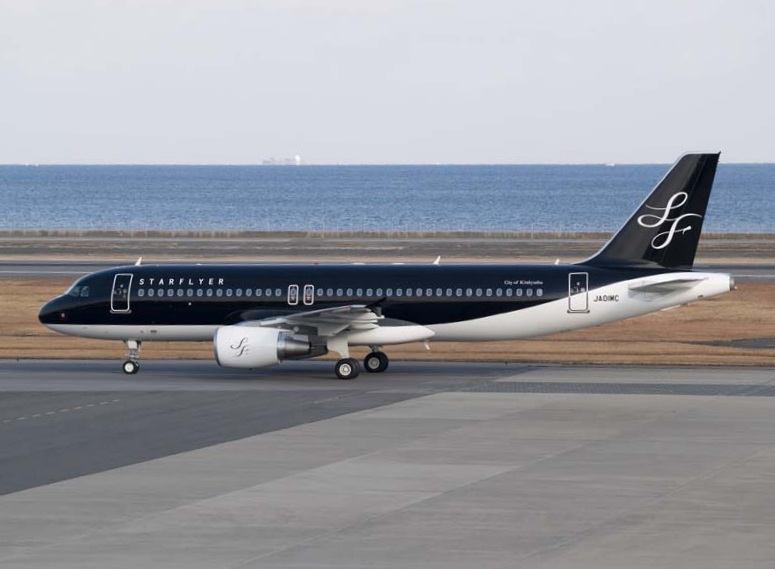
松井がトータルデザインを担当したスターフライヤーのエアバスA320型機の外観（左側面）の様子

東京都出身。1987年、日本大学鶴ヶ丘高等学校美術科、1991年、日本大学藝術学部デザイン学科卒業。
1991年 - 1996年 丹下健三都市・建築設計研究所（現・丹下都市建築設計）所員。
1998年 フランス国立高等工業大学大学院修了。同年 IBM・ロータスフランス社インハウスデザイナー。
1999年4月 - 2001年9月 科学技術振興事業団ERATO北野共生システムプロジェクト研究員。
2000年 特定非営利団体IRoDA国際ロボットデザイン委員会設立。2000年 第7回ヴェネツィア・ビエンナーレ国際建築展招待出展。
2000年 ヒューマノイドロボット「SIG」・「PINO」でグッドデザイン賞受賞。
2001年 ニューヨーク近代美術館特別企画展出展。2001年10月 フラワー・ロボティクス株式会社設立。
200x年 東京大学、東京芸術大学非常勤講師となる。2002年 早稲田大学理工学部非常勤講師となる。
2006年3月に就航した新規航空会社スターフライヤーのトータルデザインを行ったことでも知られる。2007年 グッドデザイン賞審査員となる。

### エピソード等
- 丹下事務所時代は、名刺は建築家となっていたが、雑誌編集やメディア・展覧会のプレゼンなどデザイナー広報的な役回りが多かった。丹下健三が死去した際には、若手出身者を代表し各誌に追悼文を寄稿。
- 日芸時代は、近藤サトと同期で、交友が深い。

## 主な作品

### ロボット
※デザイン担当
- SIG - 2000年度グッドデザイン賞受賞。
- PINO (ロボット) - 宇多田ヒカル『Can You Keep A Secret?』PV 出演。2000年度グッドデザイン賞受賞。
- POSY - 日本SGIキャラクター。全日空CMキャラクター。ルイ・ヴィトンジャパン、ゲランのパーティーゲスト。愛・地球博名古屋商工会議所パビリオンに出展。
- P-noir
- Palette - 東京表参道のルイ・ヴィトンのショーウィンドウに展示。
- Platina

### その他
- スターフライヤー - トータルデザイン。2006年度グッドデザイン賞受賞。
- ダンヒル銀座店 ファサード設計
- 北陸銀行 - 東京渋谷支店の店舗設計
- レオナルド・ダ・ヴィンチ国立科学技術博物館（イタリア） - インテリアデザイン
- 愛・地球博 - パビリオンデザイン

## 出演

### テレビ番組
- 情熱大陸（毎日放送、2001年2月25日放送）
- 課外授業 ようこそ先輩（NHK、2004年6月6日放送）
- ニューデザインパラダイス（フジテレビ、2005年8月20日放送）
- アイデアの鍵貸します（フジテレビ、2006年12月9日放送）

### CM
- ユニクロ - フリースのCM（2000年）
- UCC上島珈琲 - PINOとともに出演（2001年10月1日 - 2002年3月3日）
- アサヒスーパードライーラジオＣＭ(2005年)